# Chester Dale
Pour les articles homonymes, voir Dale.
Chester Dale est un banquier et collectionneur d'art américain né le 3 mai 1883 à New York et mort le 16 décembre 1962. Son importante collection privée a rejoint par ses dons et son legs celles de la National Gallery of Art, un musée d'art de Washington dont il a été le président de 1955 à l'année de sa disparition.

## Collection

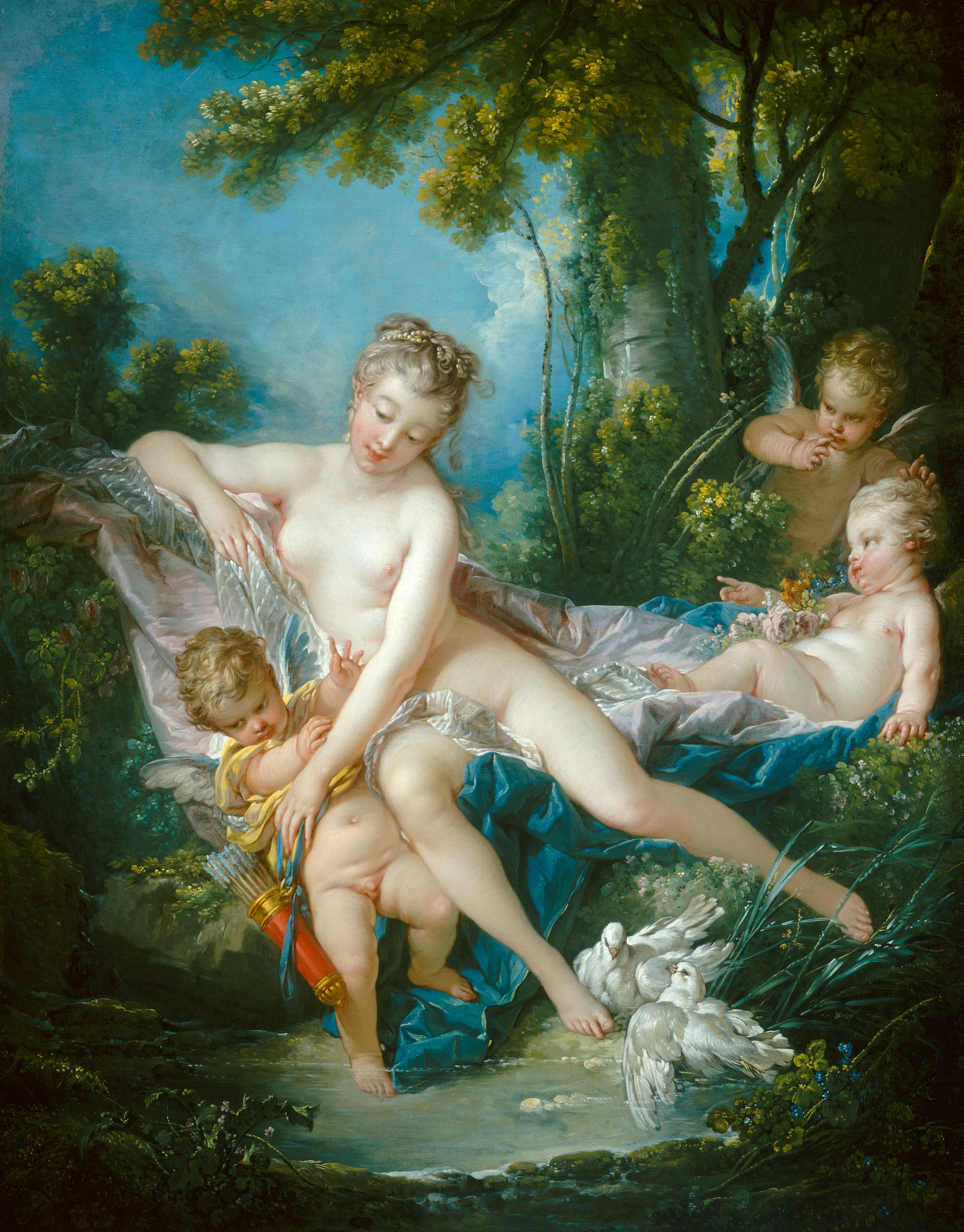
François Boucher, Le Bain de Vénus, 1751.
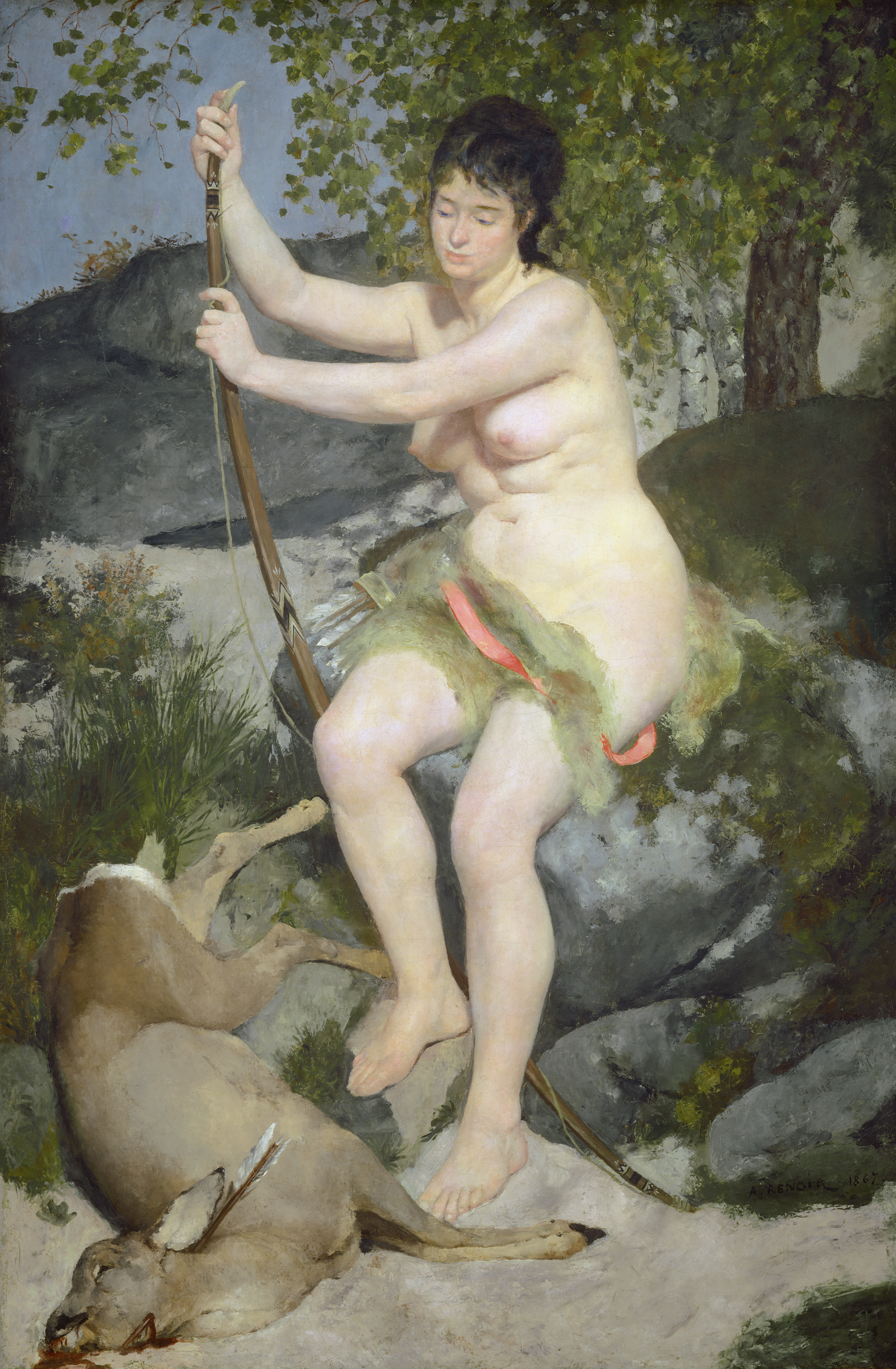
Auguste Renoir, Diane chasseresse, 1867.
Auguste Renoir, Femme d'Alger, 1870.
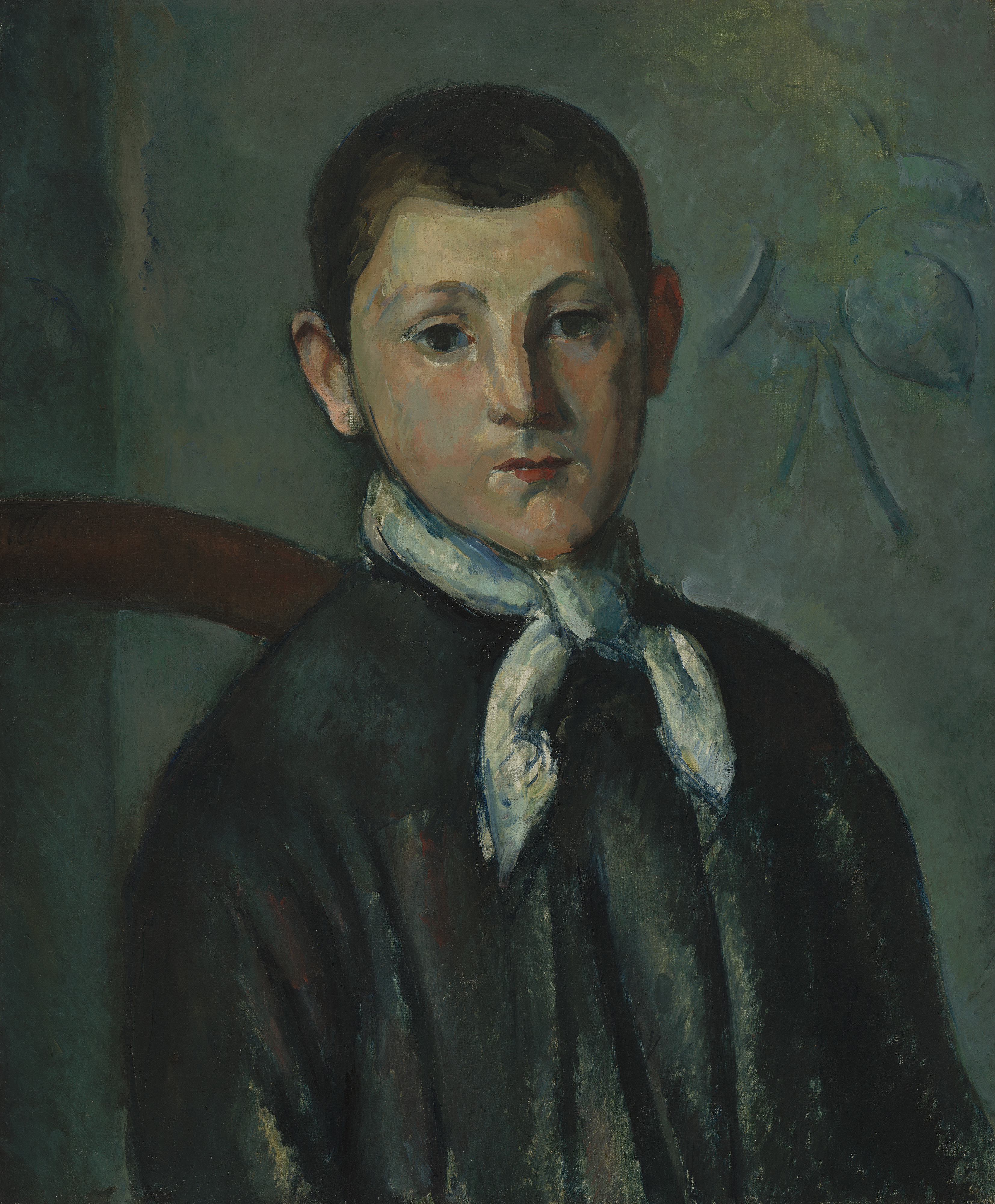
Paul Cézanne, Portrait de Louis Guillaume, 1879-1890.
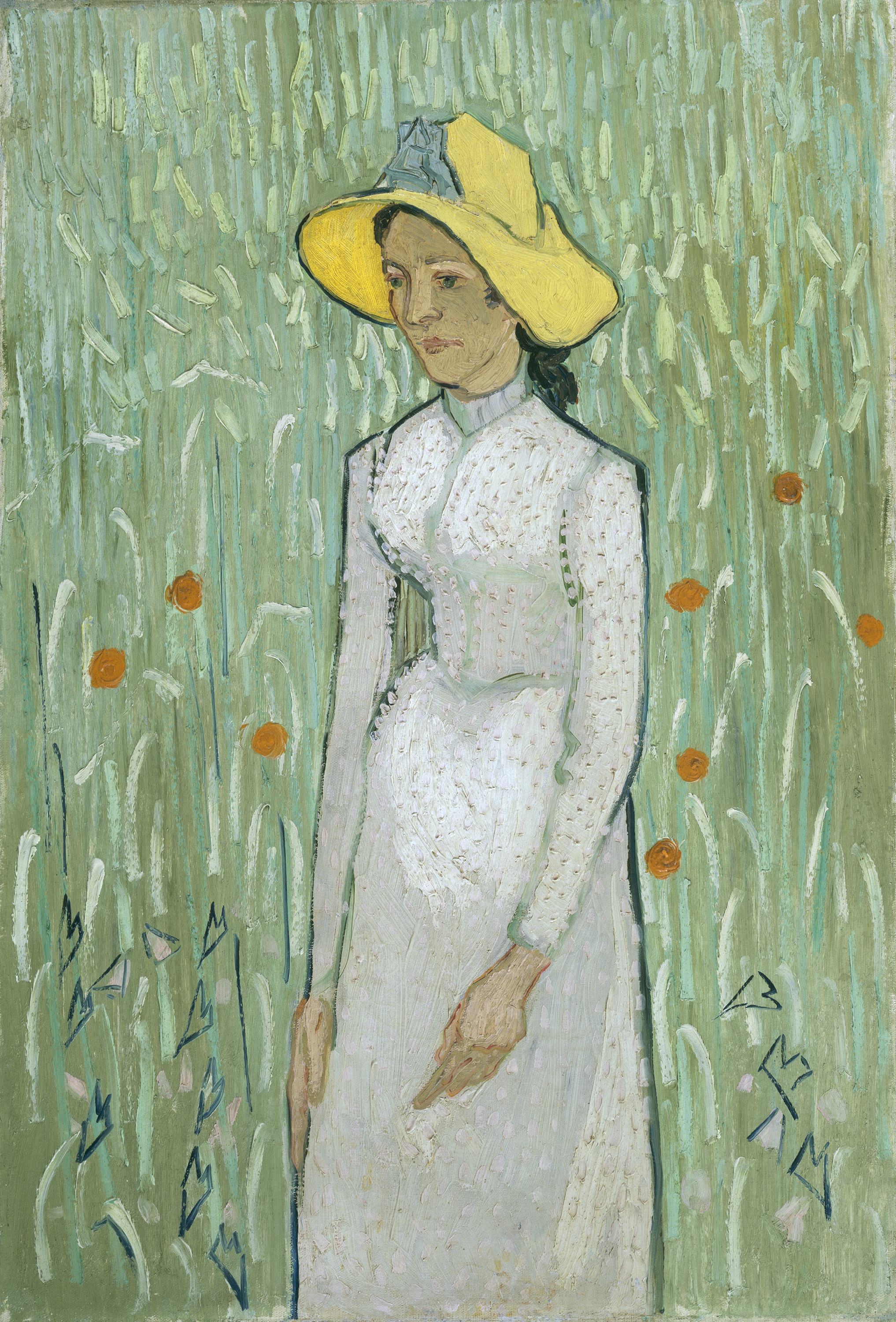
Vincent van Gogh, Jeune Fille en blanc, 1890.
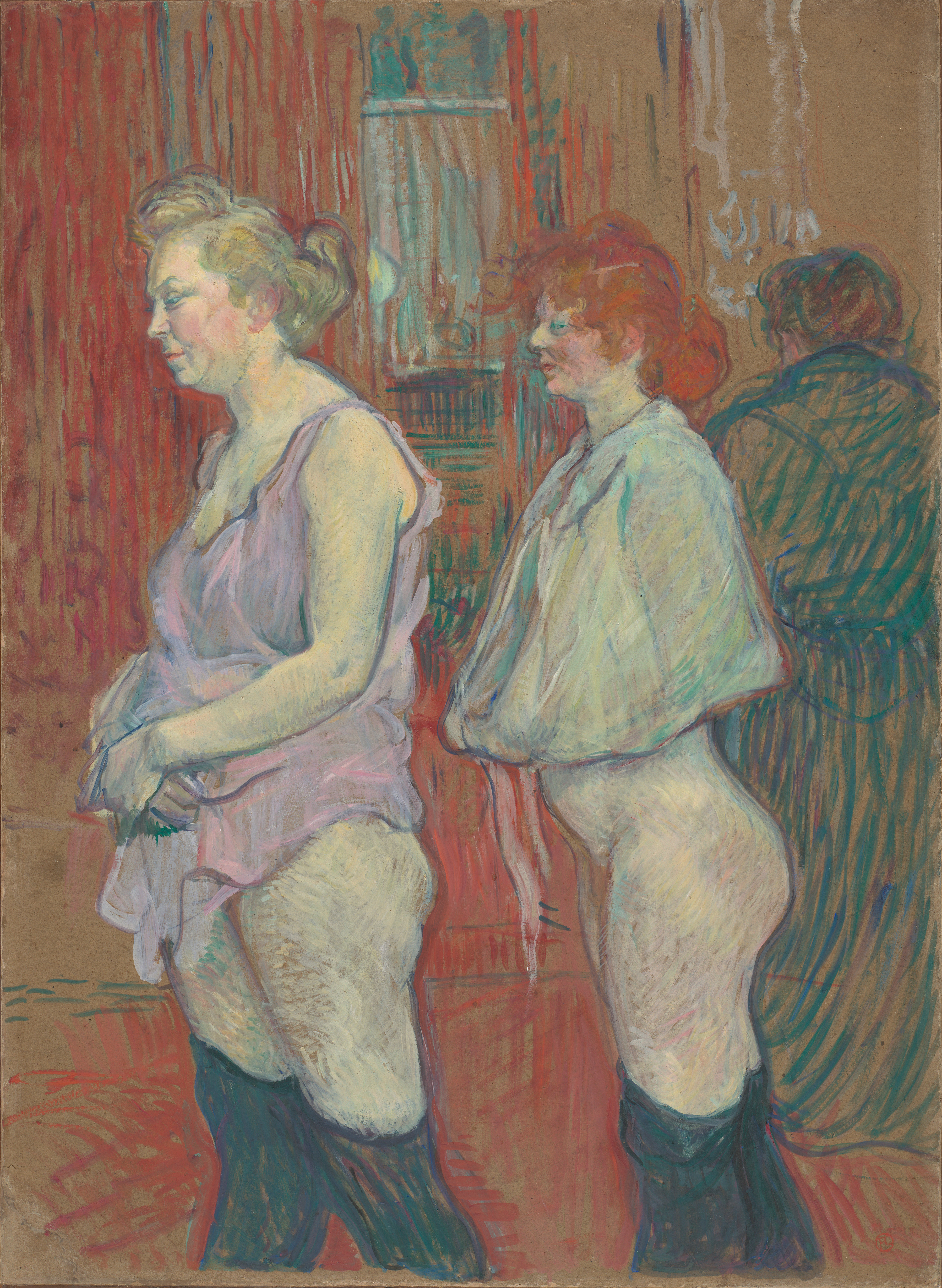
Henri de Toulouse-Lautrec, La Visite médicale, 1894.
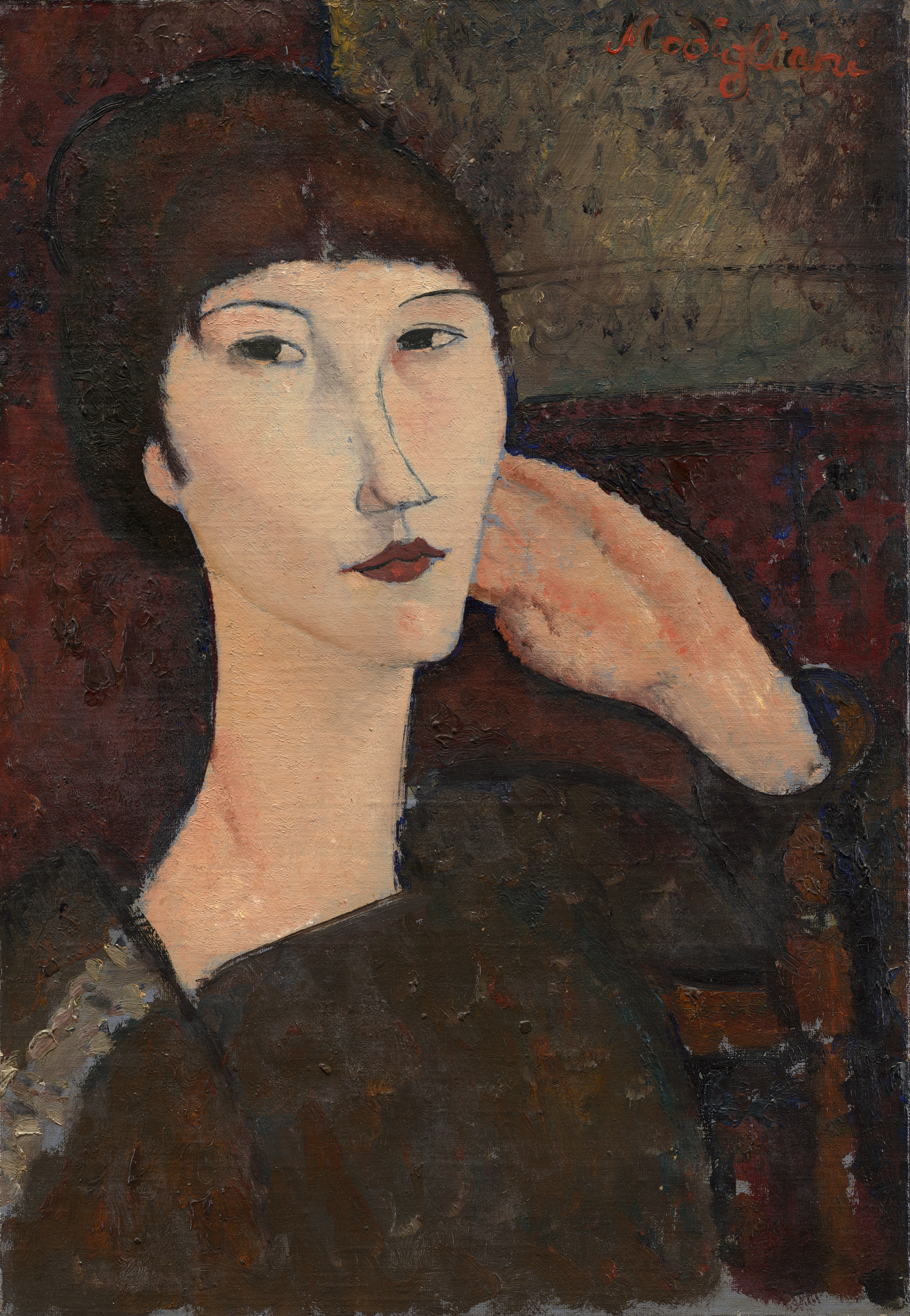
Amedeo Modigliani, Adrienne, 1917.
Amedeo Modigliani, Nu sur un coussin bleu, 1917.
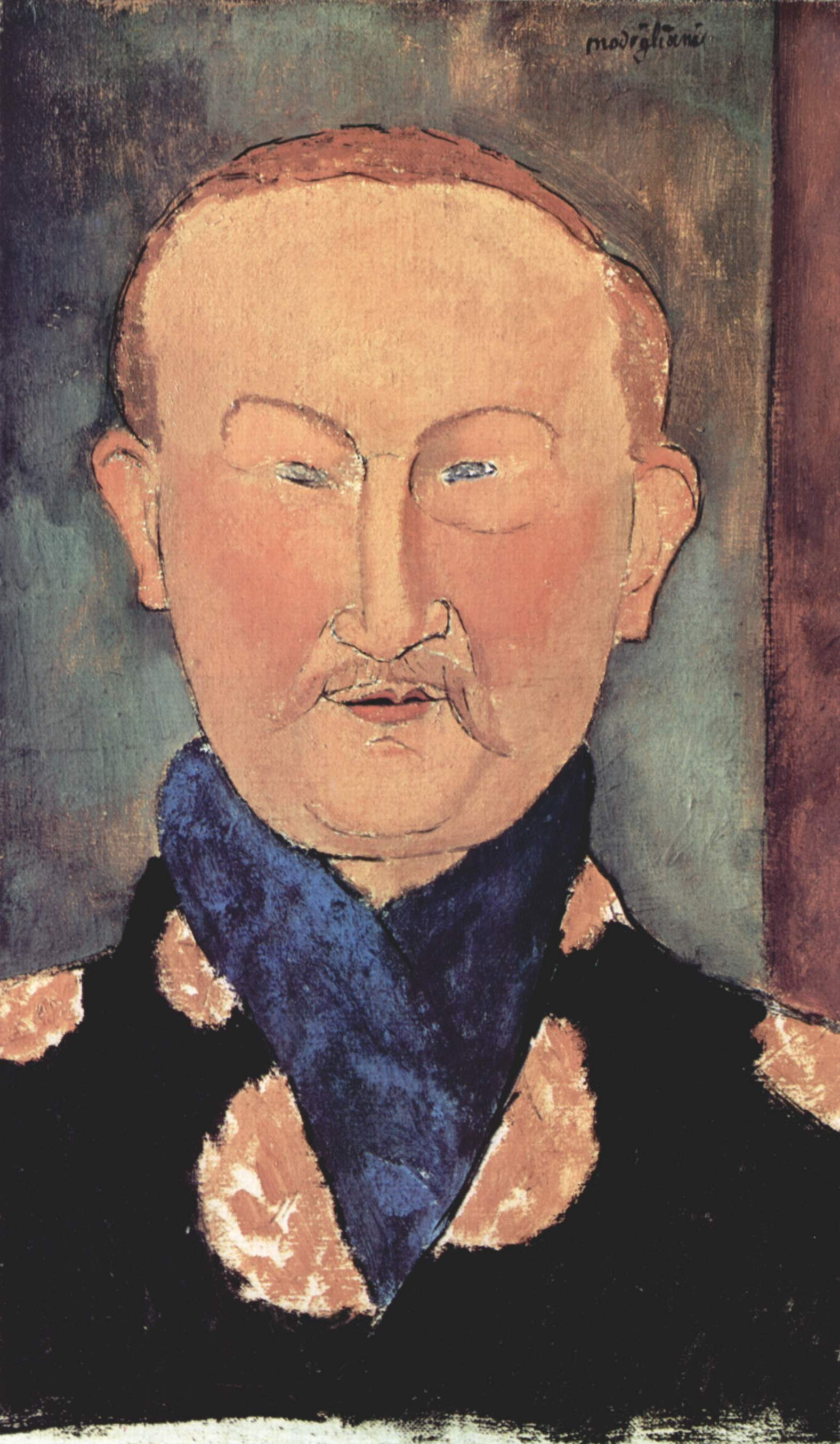
Amedeo Modigliani, Portrait de Léon Bakst, 1917.